# 国鉄レ2500形貨車
国鉄レ2500形貨車（こくてつレ2500がたかしゃ）は、1933年（昭和8年）に15両が新製された鉄道省の貨車（冷蔵車）である。

## 概要
日本では冷蔵車は主に鮮魚輸送に用いられ、一方アメリカでは精肉や果物の輸送に多く用いられていた。野菜や果物については、日本では輸送距離が短く通風車で十分であり、精肉の輸送については一部の冷蔵車に肉懸垂鉤を取り付けて取り組んではいたものの、保冷性に荷主が不安を抱いたために機械式冷凍機付きの冷凍船にかなり転化していた。
この状況に対応するために鉄道省は、当時冷蔵目的で次第に普及しつつあったドライアイスを利用して冷却することを計画し、1929年（昭和4年）から1930年（昭和5年）にかけて冷凍魚と枝肉の輸送試験を行った。この試験でドライアイス冷却の強力さ、取り扱いやすさが確認されたため、ドライアイス冷却専用車の製作に着手した。これがレ2500形である。
ドライアイスによる冷却に関してはアメリカでもサンタフェ・リフリジレーター・ディスパッチ（Santa Fe Refrigerator Dispatch）が1931年（昭和6年）に試験的に実施していた。しかし積み込み作業の問題や、ドライアイスが食品に与える影響、採算面などから実用化されなかった。このため、レ2500形は世界で初めてのドライアイス冷却専用冷蔵車であると思われる。当時はまだドライアイスは氷に比べてかなり高価でコストの問題があったが、日本ドライアイス（後の日本炭酸）と提携を結んで安定的な供給を受けるようにし、ドライアイス輸送を普及させることでドライアイス生産量を増やし、価格の低廉化が進むことを期待していた。
当時量産されていたレ2900形とほぼ同形で、全長7,830mm、全幅2,475mm、全高3,825mm、荷重12tである。また断熱材はカポックというジャワ島などに生えている植物の種子から取った毛を圧縮して作ったブロックを使っている。これは、国鉄の冷蔵車として唯一の採用例である。ドライアイスは天井に設けられたタンク2個に合計800kg入るようになっており、気化したガスが側面通気路を循環して車内を冷却した上で外部に放出される。また必要に応じてコックを開いて車内に炭酸ガスを流し込むこともできる。さらに通常の鮮魚輸送のように抱き氷による輸送をすることもできた。
1933年（昭和8年）3月、15両全てが一度に、汽車製造（レ2500 - レ2504）、日本車輌（レ2505 - レ2509）、川崎車輛（レ2510 - レ2514）の3社でレ2500 - レ2514として完成した。
ドライアイスによる冷却を識別する記号は「レオト」と標記された。「オト」とは「大型」の「ドライアイス専用」の意味である。この標記は、1953年（昭和28年）5月28日通報により大きさを表す「オ」が廃止され「レト」と改正された。
完成した車両を利用してドライアイス冷却輸送の試験が実施され、成功を収めている。その後実用目的で宮城電気鉄道石巻から横浜港へ向けて輸出用冷凍魚の輸送などが行われている。
しかし、まもなく第二次世界大戦に突入してドライアイスの生産が中止となり、本形式は単なる冷蔵車として使われるようになった。戦後に残った車両も腐食などによりドライアイス冷却用として使用することができなくなっており、1960年（昭和35年）2月19日に最後まで在籍した1両（レ2506）が用途廃止（廃車）となり同時に形式消滅となった。
本形式はドライアイス冷却車として成功を収めることはできなかったが、ドライアイス使用の実績を作り、戦後においては冷蔵車や冷蔵コンテナにドライアイスを積み込んで冷却することが一般的となっている。